# Гонконзький жокейський клуб

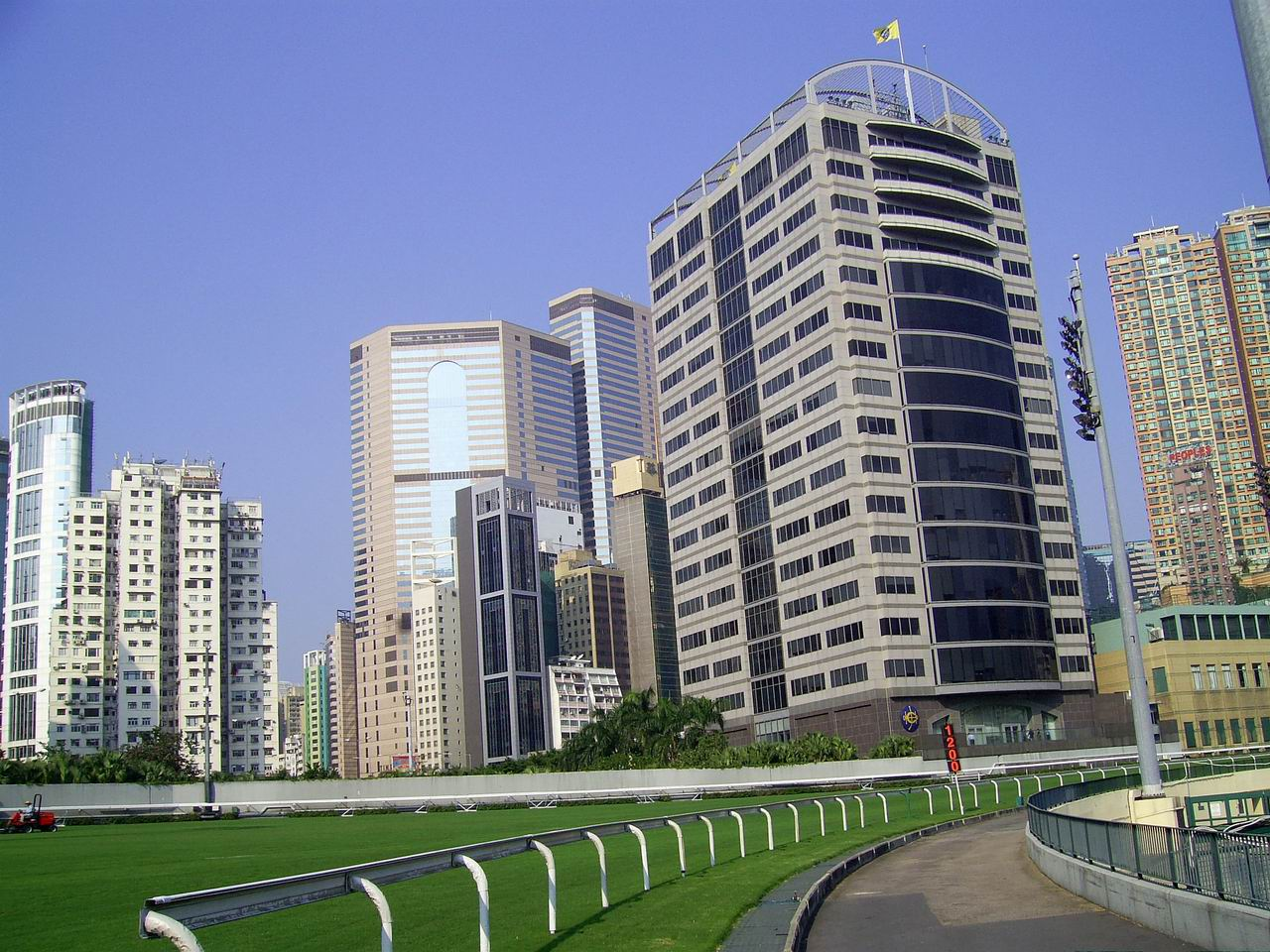
Штаб-квартира Гонконзького жокейського клубу

Гонконзький жокейський клуб (англ. Hong Kong Jockey Club, кит.: 香港賽馬會) — некомерційна організація, одна з найстаріших установ Гонконгу. Заснована 1884 року, організація є оператором кінних скачок та ставок на спорт у Гонконзі. Організація є найбільшим платником податків та найбільшою благодійною установою Гонконгу.
Гонконзький жокейський клуб має встановлену урядом монополію на проведення лотереї Mark Six (6 із 49), тоталізатора кінних перегонів, прийняття ставок на результати футбольних матчів. Клуб проактивно планує, фінансує та розвиває проекти, що задовольняють соціальні потреби у Гонконзі. Окрім того, Гонконзький жокейський клуб утримує заклади харчування, спілкування, відпочинку та фізичної культури для близько 23 тисяч своїх членів. Членство у клубі надається лише шляхом номінації та голосування.

## Членство

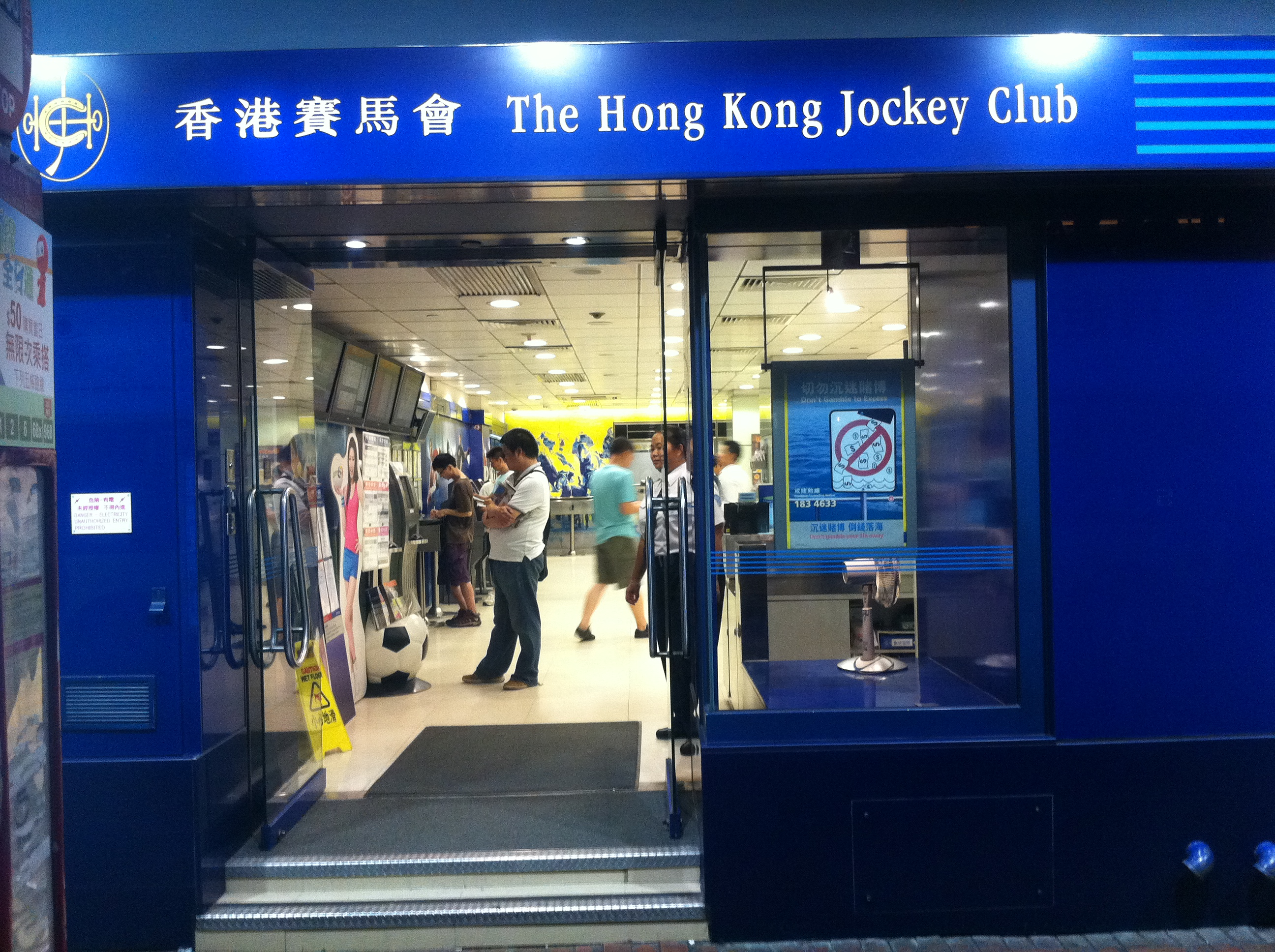
Відділення Гонконзького жокейського клубу для прийняття ставок

Членство у клубі надається переважно представникам грошовитої еліти. В минулому, клуб об'єднував лише представників «старих заможних» родин, але з часом до клубу долучаються все більше «новозбагатілих» осіб.
Подібно до інших елітних клубів, зацікавлена особа може чекати роки, а то і десятиліття, щоб бути прийнятою до клубу. Членство у клубі не можна придбати чи продати на вторинному ринку. Вступний внесок складає 400 тисяч гонконзьких доларів, а щомісячний членський внесок — 1800. Кожен кандидат у члени має мати рекомендації від двох із лише 200 членів клубу, що мають право голосу, а також підтримку від трьох інших членів.

## Благодійність
У 1950-х роках, коли Гонконг вів повоєнну перебудову та потерпав від масової імміграції, потреба більшої кількості благодійних фундацій стала наочною. У 1955 році Гонконзький жокейський клуб посилив свою благодійну роль, формально націливши свої щорічні фінансові надлишки на благодійні та соціальні починання. У 1959 році було засновано організацію Hong Kong Jockey Club (Charities) Ltd, покликану адмініструвати благодійні кошти. У 1993 році цю організацію було перетворено на благодійний трастовий фонд Hong Kong Jockey Club Charities Trust.
2014 року клубний благодійний фонд пожертвував рекордні 3,6 млрд гонконзьких доларів на 168 доброчинних та соціальних проектів.
Гонконзький жокейський клуб також підтримує багато соціальних та навчальних установ. Зокрема, у 1961 році коштами клубу було зведено комплекс будинків для Сучасної школи жокейського клубу (англ. Jockey Club Modern School, кит.: 賽馬會實用中學).